# 260. strelska divizija (ZSSR)
260. strelska divizija (izvirno rusko 260. стрелковая дивизия; kratica 260. SD) je bila strelska divizija Rdeče armade v času druge svetovne vojne.

## Zgodovina
Divizija je bila ustanovljena julija 1941 v Kalininu; uničena je bila oktobra 1941. Pozneje so jo še enkrat ustanovili.